# Daniel Taylor
Pour les articles homonymes, voir Taylor.
Daniel Taylor, né le 21 novembre 1969 à Ottawa, dans la province de l'Ontario, est un contreténor, chef d'orchestre et metteur en scène canadien.

## Biographie
Daniel Taylor fait des études de premier cycle en anglais, en philosophie et en musique à la Faculté de musique de l'Université McGill de Montréal. Il poursuit ses études supérieures en théologie et en musique à l'Université de Montréal. Il parachève sa formation musicale à Londres, notamment à la Royal Academy of Music et au Royal College of Music auprès du contreténor britannique Michael Chance.
Il chante au Festival de Glyndebourne dans la production mise en scène par Peter Sellars de Theodora de Haendel en 1997, puis chante dans l'opéra Rodelinda du même compositeur. Ses autres rôles à l'opéra ont inclus Nerone dans Le Couronnement de Poppée de Claudio Monteverdi, Oberon dans A Midsummer Night's Dream de Benjamin Britten et Tolomeo dans Giulio Cesare in Egitto de Haendel. Le répertoire comprend des œuvres de Taylor sacrés, des chansons au luth, et des œuvres contemporaines. 
La carrière de Daniel Taylor l'amène à chanter au Metropolitan Opera de New York, mais aussi à Rome, Munich, Amsterdam. Il se produit avec plusieurs ensembles de musique ancienne de stature internationale : Les Arts Florissants, Academy of Ancient Music, Akademie für Alte Musik Berlin, Bach Collegium Japan, Orchestre de l'âge des Lumières...
Il est en contrat d'exclusivité avec Sony Classical Masterworks. Il a réalisé plus de 100 enregistrements sur de nombreux labels, notamment sur Deutsche Grammophon Archiv, Harmonia Mundi, Sony, EMI, Analekta, ATMA Classique. 
Il est également directeur artistique, fondateur et chef de l'ensemble Theatre of Early Music, un chœur professionnel et ensemble orchestral sur instruments d'époque basée à Montréal. 
Il a remporté un Gramophone Award (Bach Cantata Pilgrimage - John Eliot Gardiner) et un prix de l'ADISQ. 
Ces dernières saisons, il a offert des prestations avec l'Orchestre symphonique de Madrid, le Orchestre symphonique de San Francisco, l'Orchestre de Cleveland, et des récitals au Wigmore Hall de Londres, au Théâtre Colón de Buenos Aires et au Carnegie Hall de New York.
Daniel Taylor enseigne aussi à l'Université d'Ottawa et à l'Université McGill avant d'accepter le poste de chef de la musique ancienne et professeur de chant à l'Université de Toronto.